# Нимозеро
Нимозеро — пресноводное озеро на территории Чалнинского сельского поселения Пряжинского района Республики Карелии.

## Общие сведения
Площадь озера — 2 км², площадь водосборного бассейна — 22,3 км². Располагается на высоте 159,4 метров над уровнем моря.
Форма озера лопастная, продолговатая: оно более чем на два километра вытянуто с севера на юг. Берега изрезанные, каменисто-песчаные, местами заболоченные.
Из залива на южной стороне озера берёт начало река Ним, приток Малой Суны, впадающей, в свою очередь, в Сямозеро. Из Сямозера берёт начало река Сяпся, впадающая в Вагатозеро. Через последнее протекает река Шуя.
В озере более десяти безымянных островов различной площади, однако их количество может варьироваться в зависимости от уровня воды.
К западу и югу от озера проходят лесные дороги.
Населённые пункты вблизи водоёма отсутствуют.
Код объекта в государственном водном реестре — 01040100111102000017228.